# Notohyba
Notohyba este un gen de molii din familia Lymantriinae.